# Gonzalo Tapia Pérez
Gonzalo Alejandro Tapia Pérez (Santiago, Chile, nacido el 24 de febrero de 1996) es un futbolista chileno. Juega de delantero en Palestino de la Primera División de Chile.

## Trayectoria
Comenzó a jugar al fútbol a los 10 años en el Juventud Jaime Silva, un club de barrio de la comuna de La Pintana. A los 14 años combinaba el fútbol en las divisiones inferiores de Palestino con la venta de verduras en la comuna de La Pintana y el trabajo de empaque en un supermercado. Pasó a defender la camiseta de Municipal La Pintana, luego tuvo un paso por las divisiones inferiores de Universidad de Chile entre 2015 y 2016,Con el entrenador Martín Lasarte comenzó a entrenar con el primer equipo, pero tras la llegada de Sebastián Beccacece no fue tenido en cuenta, por lo que debió emigrar.
En 2016 jugó para Gasparín FC de la Tercera División, para pasar el segundo semestre a Independiente de Cauquenes de la Segunda División. En 2017 jugó para Real San Joaquín, en donde se coronó como el goleador de la Tercera División A 2017, lo que además lo llevó a ser electo como el Futbolista Amateur del Año en Chile de esa temporada.
La temporada 2018 se unió a San Marcos de Arica de la Primera B, aunque renunció tras 3 meses luego de no contar con la regularidad deseada.El segundo semestre regreso a Real San Joaquín.
En 2019 se unió a Rodelindo Román de la Tercera División B de Chile, en donde se coronó como campeón y goleador.Pese a ser anunciado en 2020 como refuerzo de Lautaro de Buin, finalmente fichó para Deportes Recoleta de la Segunda División. Con una destacada participación del jugador, el conjunto recoletano se corona como campeón de la Segunda División 2021, anunciando la renovación de Tapia con vistas a la temporada 2022.
En diciembre de 2022 es anunciado como nuevo jugador de Santiago Morning de la Primera B.En febrero de 2024, se anuncia su firma por AC Barnechea de la misma divisional.
En diciembre de 2024, es anunciado como fichaje de Palestino de la Primera División, con vistas a la temporada 2025.

## Clubes
Actualizado al último partido disputado el 18 de mayo de 2025.
| Club                               | Div.          | Temp.         | Liga | Liga | Copas Nacionales | Copas Nacionales | Copas Internacionales | Copas Internacionales | Total | Total | Promedio |
| Club                               | Div.          | Temp.         | P    | G    | P                | G                | P                     | G                     | P     | G     | Promedio |
| ---------------------------------- | ------------- | ------------- | ---- | ---- | ---------------- | ---------------- | --------------------- | --------------------- | ----- | ----- | -------- |
| Municipal La Pintana · Chile       | 3°            | 2014-15       | 6    | 0    | -                | -                | -                     | -                     | 6     | 0     | 0.00     |
| Municipal La Pintana · Chile       | 3°            | 2016-17       | 1    | 0    | -                | -                | -                     | -                     | 1     | 0     | 0.00     |
| Municipal La Pintana · Chile       | Total club    | Total club    | 7    | 0    | 0                | 0                | 0                     | 0                     | 7     | 0     | 0.00     |
| Gasparín FC · Chile                | 4°            | 2016          | -    | -    | -                | -                | -                     | -                     | -     | -     | 0.00     |
| Independiente de Cauquenes · Chile | 3°            | 2015-16       | -    | -    | -                | -                | -                     | -                     | -     | -     | 0.00     |
| Real San Joaquín · Chile           | 3°            | 2017          | -    | -    | -                | -                | -                     | -                     | -     | -     | 0.00     |
| San Marcos de Arica · Chile        | 2°            | 2018          | 2    | 0    | 0                | 0                | -                     | -                     | 2     | 0     | 0.00     |
| Real San Joaquín · Chile           | 2°            | 2018          | -    | -    | -                | -                | -                     | -                     | -     | -     | 0.00     |
| Rodelindo Román · Chile            | 5°            | 2019          | -    | -    | -                | -                | -                     | -                     | -     | -     | 0.00     |
| Deportes Recoleta · Chile          | 3°            | 2020          | 21   | 14   | 0                | 0                | -                     | -                     | 21    | 14    | 0.67     |
| Deportes Recoleta · Chile          | 3°            | 2021          | 22   | 14   | 1                | 0                | -                     | -                     | 23    | 14    | 0.61     |
| Deportes Recoleta · Chile          | 2°            | 2022          | 27   | 7    | 2                | 0                | -                     | -                     | 29    | 7     | 0.24     |
| Deportes Recoleta · Chile          | Total club    | Total club    | 70   | 35   | 3                | 0                | 0                     | 0                     | 73    | 35    | 0.47     |
| Santiago Morning · Chile           | 2°            | 2023          | 26   | 5    | 0                | 0                | -                     | -                     | 26    | 5     | 0.19     |
| AC Barnechea · Chile               | 2°            | 2024          | 27   | 21   | 3                | 4                | -                     | -                     | 30    | 24    | 0.80     |
| Palestino · Chile                  | 1°            | 2025          | 10   | 2    | 6                | 2                | 4                     | 0                     | 20    | 4     | 0.20     |
| Total carrera                      | Total carrera | Total carrera | 142  | 63   | 12               | 6                | 4                     | 0                     | 158   | 69    | 0.44     |

## Palmarés

### Campeonatos nacionales
| Título           | Equipo            | País  | Año  |
| ---------------- | ----------------- | ----- | ---- |
| Tercera B        | Rodelindo Román   | Chile | 2019 |
| Segunda División | Deportes Recoleta | Chile | 2021 |

### Distinciones individuales
| Distinción                               | Año  |
| ---------------------------------------- | ---- |
| Máximo goleador de la Tercera A de Chile | 2017 |
| Futbolista Amateur del Año en Chile      | 2017 |
| Máximo goleador de la Tercera A de Chile | 2019 |